# Les cigarreres
Les cigarreres (las cigarreras en idioma español) fueron mujeres trabajadoras de la fábrica Tabacalera en Gijón. Pioneras del asociacionismo femenino de la ciudad, fueron reconocidas con la Medalla de Oro de Asturias y una calle de Gijón lleva su nombre.

## Historia
La Fábrica de Tabacos de Gijón, ubicada en el barrio de Cimadevilla, conocida como Tabacalera, estuvo en funcionamiento desde 1843 hasta 2000, y llegó a emplear a cerca de 2.000 trabajadores entre finales del siglo XIX y principios del XX. Las mujeres, a partir de los 16 años, podían trabajar en tareas de limpieza como "cuartilleras", y a los 18 años podían acceder al puesto de aprendiza. Para entrar a trabajar en la Tabacalera las mujeres debían cumplir con requisitos como estar solteras, no estar embarazadas, y medir como mínimo 1,54 centímetros. La mayoría de las cigarreras trabajaron más de 40 años en la fábrica de tabaco.
En 1903, Les cigarreres fueron protagonistas de la primera huelga femenina del movimiento obrero asturiano, exigiendo mejoras laborales y salariales. Su lucha además inspiró a las trabajadoras de La Algodonera de La Calzada para organizarse y luchar por sus derechos. Años después fundaron su propio sindicato con el objetivo de conseguir mejoras de sus propias condiciones laborales. Lucharon colectivamente por conquistar derechos sociales y laborales, con el objetivo de alcanzar la igualdad de condiciones con los hombres en pleno régimen franquista, y fueron impulsoras de la primera huelga de mujeres de España.
Además, dieron vida en el siglo XIX a la fiesta de las comadres de Gijón, que se celebra cada año el jueves anterior al antroxu.

## Reconocimientos
El 9 de octubre de 2001, el Ayuntamiento de Gijón acordó denominar una calle de la ciudad como Les cigarreres. Al año siguiente, fueron conmemoradas con la Medalla de Oro de Asturias.
En 2005, Luis Arias y Ángel Mato, publicaron el libro Liadoras, cigarreras y pitilleras que repasaba los 160 años de historia de la fábrica gijonesa y sus trabajadoras.
En 2022, veinte años después del cierre, se grabó el documental Les Cigarreres donde son las propias trabajadoras de la Tabacalera las que relatan su trabajo en la fábrica. Estaba dirigido por Alejandro Nafría y Pablo A. Quiroga Prendes.